# Manoel Santiago
Manoel Colafante Caledônio de Assumpção Santiago, mais conhecido como Manoel Santiago, (Manaus, 25 de março de 1897 – Rio de Janeiro, 29 de outubro de 1987) foi um pintor, desenhista e professor brasileiro.

## Biografia
Marido da pintora brasileira Haydéa Santiago e pai adotivo do pintor primitivo Assunção Santiago, começou seus estudos de desenho e pintura em 1903, quando mudou com a família para Belém do Pará. Aos 22 anos foi para o Rio de Janeiro.
Cursou a faculdade de Direito ao mesmo tempo em que estudava na Escola Nacional de Belas Artes, onde foi aluno de grandes artistas, como Baptista da Costa e Rodolfo Chambelland. Ainda teve aulas particulares com Eliseu Visconti.
De 1927 a 1932 morou em Paris em gozo da bolsa oferecida pelo governo brasileiro, já que ganhou o Prêmio Viagem ao Exterior no Salão Nacional de Belas Artes. Retornando ao Brasil (1932) foi professor do Instituto de Belas Artes do Rio de Janeiro; integrou o renomado Núcleo Bernardelli junto com Edson Mota, Milton Dacosta, Ado Malagoli, Sílvio Pinto,José Pancetti, entre outros. Sendo mais velho e tendo maiores conhecimentos de arte, serviu como orientador aos seus companheiros nas aulas de pintura e desenho. 
Produziu os murais para o Prédio da Alfândega no Rio de Janeiro e para o extinto Instituto do Açúcar e do Álcool, na mesma cidade.

## Obras e exposições
Participou de exposições e mostras como o Salão dos Artistas Franceses, Salão de Outono, criou e expôs o Salão Primavera, Salão Colonial dos Artistas Franceses, Salão de Inverno, Bienais paulistas, cariocas e estrangeiras, Salão Pan-americano, entre outros. Recebeu os mais importantes prêmios e menções honrosas, nos salões de arte no Brasil e alguns no exterior. Possui obras em diversos museus e importantes coleções particulares, no Brasil e no exterior.
É considerado um dos mais notáveis pintores impressionista de sua geração. Era um artista com grande vigor pictórico que produziu inúmeros bons trabalhos de rara beleza, como disse o marchand brasileiro Ricardo Vianna Barradas, que foi amigo do grande artista e de sua família, frequentando por diversas vezes o ateliê de Santiago no Parque Eduardo Guinle, no Rio de Janeiro.
Ricardo V. Barradas diz ainda:
" Sobre a vida do grande mestre da pintura brasileira Manoel Santiago existem certas inverdades. Santiago pintou até o último dia de sua vida. Parecia que o menino amazonense tinha herdado, para toda a vida, o vigor da Grande Selva. O ar e a arte, exercitadas diariamente, eram substratos essenciais cotidianos para a vida desse grande artista."
Em homenagem ao pintor, o antigo Museu de Manaus, no Estado do Amazonas, chama-se hoje Museu Manoel Santiago. Atualmente não existe nenhum representante legal de sua arte, assim como não existe nenhum projeto oficial do artista no Brasil.